# Stefan av Blois
Stefan av Blois (engelska: Stephen of Blois), född cirka 1092, 1096 eller 1097, död 25 oktober 1154, kung av England från 1135.

## Biografi
Stefan föddes i Blois i Frankrike, son till Stefan, greve av Blois och Adela, dotter till Vilhelm Erövraren, samt bror till Henrik av Blois, biskop i Winchester. Han var kusin till Henrik II av England som efterträdde honom.
Han blev greve av Mortain omkring 1115, och gifte sig med Matilda, dotter till greven av Boulogne, omkring 1125, som kort därefter blev grevinna av Boulogne. Stefan blev medregent 1128. 1150 slutade han att medregera och 1151 gavs grevskapet till sonen Eustace IV. Då Eustace dog barnlös ärvde Stefans näste överlevande son, William området.
Före kung Henrik I av Englands död 1135, hade majoriteten av Englands baroner svurit att stå bakom kejsarinnan Matildas, även kallad Maud, Henriks dotters, tronanspråk. Stefan av Blois, som var dotterson till Vilhelm Erövraren, och som vuxit upp vid Henriks hov, gjorde trots detta anspråk på tronen. Han menade att Henrik hade ändrat sig på sin dödsbädd och istället utsett honom som sin tronföljare. Då Stefan hade krönts fick han såväl baronernas som påven Innocentius II:s stöd. De allra första åren under hans regeringstid var fredliga, men kring 1139 sågs han som svag och obeslutsam vilket ledde till ett inbördeskrig, vanligen kallat  Anarkin.
Stefan hade många egenskaper som på ytan gjorde honom passande som kung, hans höga börd, hans släktskap med Erövraren, hans ståtlighet, hans mod och hans goda natur. Men han saknade helt den hänsynslöshet som var nödvändig för denna grymma tid.
Dåliga omen förföljde honom före slaget vid Lincoln. Stefan mötte de rebelliska baronerna Robert av Gloucester och Ranulph de Gernon av Chester. Han stred så modigt i striden att hans stridsyxa splittrades, han drog svärd och stred tills också det gick sönder, och sedan tillfångatogs han av en riddare vid namn William de Cahagnes. Stefan var besegrad och ställdes inför sin kusin Maud. I april 1141 var Stefan besegrad och spärrades in i Bristol. Hans hustru, Matilda, höll hoppet uppe och tvingade kejsarinnan Maud ut ur London. Genom tillfångatagandet av hennes dugligaste anhängare, hennes illegitime halvbror Robert av Gloucester, tvingades Maud att frige Stefan från fångenskapen, och han återinsattes på tronen i november samma år. I december 1142 belägrades hon i Oxfords borg, men lyckades fly.
1147 beslutade sig kejsarinnan Mauds minderårige son, Henrik, att hjälpa till i kriget och samlade ihop en trupp legosoldater och invaderade England. Rykten om denna armés storlek skrämde Stefans vasaller, trots att styrkan i själva verket var ganska liten. Efter att ha besegrats i strid två gånger och utan pengar att betala sina legosoldater bad Henrik sin morbror Robert av Gloucester om hjälp men fick avslag. Desperat, men i hemlighet, vände sig då pojken till Stefan som fylldes av medlidande och hjälpte honom med pengar och annat stöd. Trots denna generositet finns inga bevis för ryktena att Stefan var Henriks biologiske far.
Stefan behöll makten över tronen resten av sin livstid, men då hans son och arvtagare Eustace dog 1153, övertalades han till en kompromiss med Maud vilket gjorde att hennes son Henrik (från hennes andra gifte med Geoffrey av Anjou), skulle efterträda Stefan på Englands tron.
Stefan dog i Dover och begravdes i Faversham Abbey, som han grundat tillsammans med Matilda 1147.
Förutom Eustace, hade Stefan och Matilda två andra söner, Baldwin (d. före 1135), och William av Blois, greve av Mortain och Boulogne och earl av Surrey eller Warenne. De hade även två döttrar, Matilda och Marie av Boulogne. Stefan hade dessutom tre illegitima barn, varav en, Gervase, blev abbot i Westminster.
Anglo-Saxon Chronicle, (the Peterborough Chronicle andra delen) ger en rörande och koncis utvärdering av Stefans regeringstid:
"Under Kungens dagar var det bara bråk, ondska och plundring, för snabbt gjorde de stora män som blev förrädare uppror mot honom. Då förrädarna såg att Stefan var gladlynt, snäll och lättsam man som inte utdömde några straff, begick de alla möjliga hemska brott... Och det varade i nitton år medan landet, medan Stefan var kung, förmörkades av sådana dåd och folk sa öppet att Kristus och hans änglar sov".
Klosterförfattaren säger om Anarkin "vi led nitton vintrar för våra synder"